# Jeanette R. Semeleer
Jeanette R. Semeleer es la gobernadora del Banco Central de Aruba.
Fue nombrada en el cargo en agosto de 2008, y asumió el cargo en septiembre del mismo año. Sucedió a Hassanali Mehran, quien tras un año en el cargo decidió retirarse por jubilación.
Semeleer había trabajado en el banco central durante 18 años, desde 1990, cuando fue nombrado para el gobernador. Desde el año 2000 se ha sentado en el consejo de administración, y como asesora del gobernador. Era entre otros responsable de los presupuestos anuales y los estados financieros. 
Se graduó en economía en la Universidad de Toledo en Ohio en Estados Unidos.
Está casada y tiene dos hijos. 